# Lehtosaari (ö i Södra Savolax, Nyslott, lat 61,81, long 29,48)
Lehtosaari är en ö i Finland. Den ligger i sjön Puruvesi och i kommunen Nyslott i  landskapet Södra Savolax, i den sydöstra delen av landet, 300 km nordost om huvudstaden Helsingfors. Öns area är 13,1 hektar och dess största längd är 0,8 kilometer i öst-västlig riktning.